# Conferencia de París (1945)
La conferencia de París de 1945 (9 de noviembre al 21 de diciembre), fue una reunión celebrada por los representantes de los Estados aliados para decidir las reparaciones de guerra a imponer a Alemania tras su derrota en la II Guerra Mundial.